# Флегр, Ярослав
Ярослав Флегр (чеш. Jaroslav Flegr; род. 12 марта 1958, Прага, ЧСР) — профессор биологии в Карловом университете в Праге. Паразитолог, эволюционный биолог, член редакционного совета «Neuroendocrinology Letters». Работы по изучению токсоплазмоза и его влиянию на личность,

соотношение полов

и риск ДТП,

которые получили внимание прессы,

особенно по вопросам риска дорожных аварий.

По мнению Флегра, сочетание отрицательного резус-фактора и токсоплазмоза снижает быстроту реакции, что важно для водителей или пилотов, чтобы не попасть в аварию. Токсоплазмоз выявлен у трети чешского населения.

Автор книги Frozen Evolution, где выдвигается гипотеза «замороженной пластичности» для адаптивных изменений в процессе эволюции при половом воспроизведении.
Порой высказываются мнения о том, что Ярослав Флегр якобы является сторонником изысканий Т. Лысенко. Этому, однако, противоречит его же высказывание относительно лысенковщины:

Советская лысенковщина может быть названа самым тёмным периодом в истории современной науки, а главное её «достижение» — мичуринская биология — набором абсурдных теорий, обычно основанных на случайных наблюдениях или на нескольких плохо поставленных экспериментах, проведённых без должного контроля или статистической обработки результатов.
Оригинальный текст (англ.)Soviet lysenkoism can be considered the darkest period in the history of modern science and its main product - the Michunirist biology - a collection of absurd theories, usually based on anecdotal observation or on few badly designed experiments without proper controls or statistical evaluation of results.

## Книги
- Evoluční biologie – Academia, 2005 ISBN 80-200-1270-2
- Zamrzlá evoluce – Academia, 2006 ISBN 80-200-1453-5; Frozen Evolution — Prague, 2008 ISBN 80-86561-73-9.
- Úvod do evoluční biologie – Academia, 2007 ISBN 978-80-200-1539-6